# Copa da França de Futebol de 2019–20
A Copa da França de Futebol de 2019–20 foi a 103ª edição dessa competição francesa de futebol organizada pela FFF. Teve como campeão PSG que ganhou seu 13° Título.